# 8. vestlige længdekreds
Den 8. vestlige længdekreds (eller 8 grader vestlig længde) er en længdekreds, der ligger 8 grader vest for nulmeridianen. Den løber gennem Ishavet, Atlanterhavet, Europa, Afrika, det Sydlige Ishav og Antarktis.